# Harjasari (Bogor Selatan)
Harjasari is een bestuurslaag in het regentschap Kota Bogor van de provincie West-Java, Indonesië. Harjasari telt 13.911 inwoners (volkstelling 2010).